# Elaine Murphy, Baroness Murphy

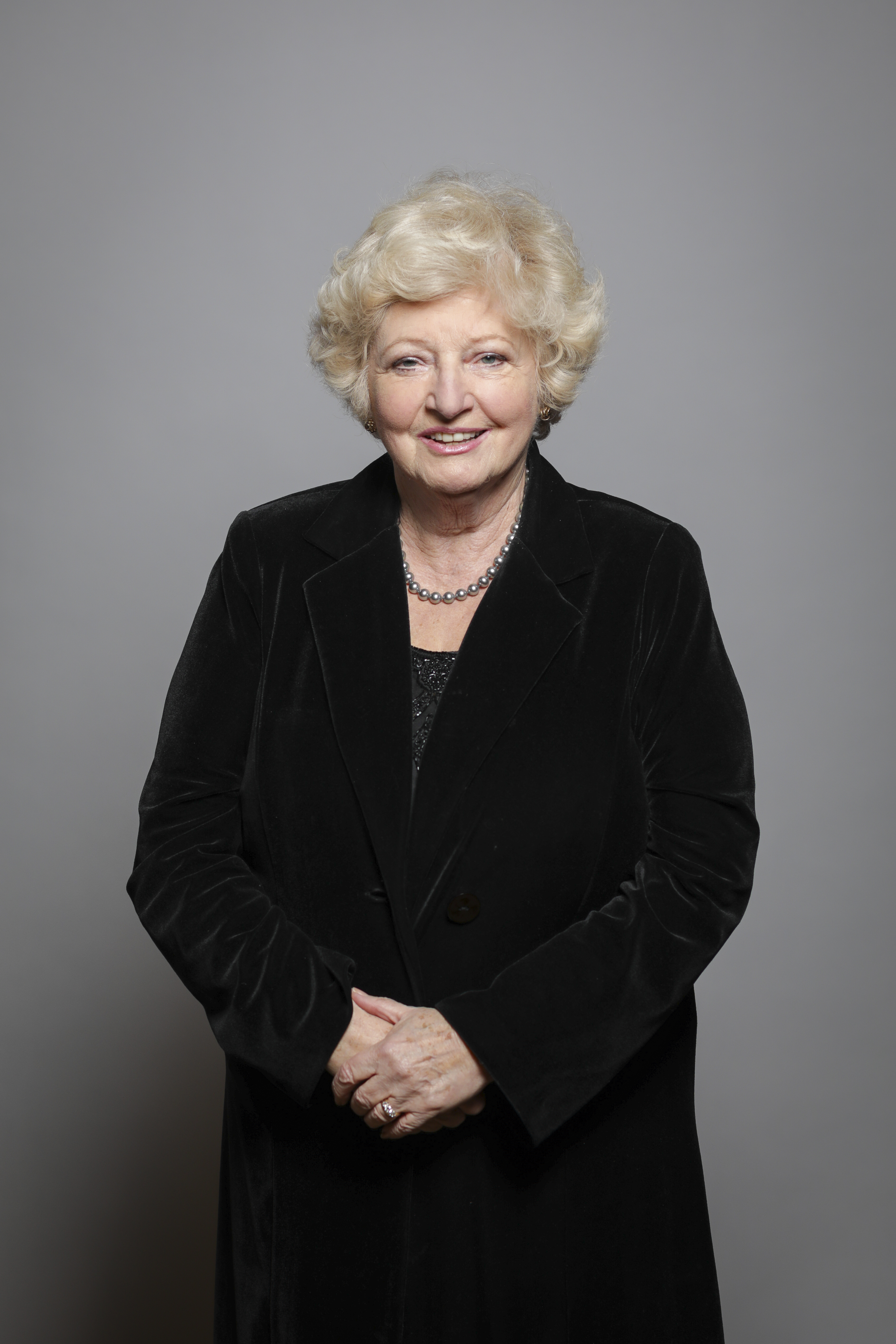
Elaine Murphy, Baroness Murphy

Elaine Murphy, Baroness Murphy (* 16. Januar 1947) ist eine britische Psychiaterin, Hochschullehrerin und Politikerin, die seit 2004 als Life Peeress Mitglied des House of Lords ist.

## Leben
Nach dem Schulbesuch absolvierte Elaine Murphy ein Studium der Medizin und arbeitete anschließend als Psychiaterin an verschiedenen Lehrkrankenhäusern in London sowie im Anschluss als Forschungsmitarbeiterin am Bedford College, ehe sie von 1981 bis 1983 beratende Psychiaterin der Regionalen Gesundheitsverwaltung RHA (Regional Health Authority) des National Health Service für die Nord-Ost-Themse-Region in Essex.
1983 übernahm sie eine Professur für Gerontopsychiatrie an der Universität London und lehrte dort bis 1996. Daneben war Elaine Murphy zwischen 1987 und 1994 Vize-Vorsitzende der Kommission für den Entwurf des Gesetzes für Psychohygiene (Mental Health Act) sowie von 1995 bis 1998 auch Vorsitzende des Gesundheitsdienstes des London Borough of Hackney. Im Anschluss war sie zwischen 1998 und 2002 Vorsitzende der Gesundheitsverwaltung von Ostlondon und die City of London sowie anschließend bis 2006 Vorsitzende der Strategischen Gesundheitsverwaltung (NHS Strategic Health Authority) für Nordost-London.
Durch ein Letters Patent vom 17. Juni 2004 wurde Elaine Murphy als Life Peeress mit dem Titel Baroness Murphy, of Aldgate in the City of London, in den Adelsstand erhoben. Kurz darauf erfolgte am 28. Juni 2004 ihre Einführung (Introduction) als Mitglied des House of Lords. Im Oberhaus gehört sie zur Gruppe der sogenannten Crossbencher.
In der Folgezeit war Baroness Murphy, der Ehrendoktorwürden der University of Stirling (1993), der City University London (2006) sowie der Universität London (2007) verliehen wurden und die Fellow der Royal College of Psychiatrists ist, zwischen 2006 und 2010 Vorsitzende des Rates von St George’s, University of London, der Medizinischen Fakultät der Universität London. Im Januar 2009 wurde bekannt, dass sie zusammen mit ihrem Ehemann einen Artikel über die erfundene Krankheit Cello-Hoden verfasste, der bereits 1974 in der renommierten Fachzeitschrift British Medical Journal erschienen war.

## Veröffentlichungen
- Dementia and Mental Illness in Older People (1986)
- After the Asylums (1991)
- Dementia and Mental Illness in the Old (1993)
- The Falling Shadow (Mitautorin, 1995)